# Turbomeca Aspin
Le Turbomeca Aspin était un petit turboréacteur à double flux français produit par Turbomeca au début des années 1950. Cette turbosoufflante à engrenages fut le premier turboréacteur à double flux à voler, propulsant l'avion de tests Fouga Gemeaux le 2 janvier 1952.

## Caractéristiques techniques
L’Aspin est un turboréacteur de conception assez basique, monocorps et à flux centrifuge.
L'entrée d'air, annulaire, contient une rangée d'aubes de stator à incidence variable, une soufflante unique et une rangée d'ailettes fixes jouant le rôle d'entretoises pour renforcer la structure du moteur.
La soufflante est entraînée par l'arbre du compresseur via des engrenages réducteurs. Après cette soufflante, l'air est divisé en deux flux secondaires, le premier alimentant le compresseur centrifuge unique à une seule entrée (la section de puissance), le second contournant cette section dans un carénage annulaire et se dirigeant vers la tuyère, où il est mélangé avec l'échappement des gaz du circuit primaire.

## Versions
- Aspin I : 200 kg de poussée ;
- Aspin II : 350 kg de poussée.

## Applications
- Aspin I :
  - Fouga CM.88 Gemeaux Mk.IV ;
  - Dorand DH.011[1].

- Aspin II :
  - Fouga CM.88R Gemeaux Mk.V[3].